# ريناتو غوتي
ريناتو غوتي (بالإيطالية: Renato Gotti)‏ هو منافس ألعاب قوى إيطالي، ولد في 26 يوليو 1964.

## وصلات خارجية
- ريناتو غوتي على موقع الاتحاد الدولي لألعاب القوى (الإنجليزية)
- ريناتو غوتي على موقع رابطة إحصائيات سباق الطريق (الإنجليزية)
- ريناتو غوتي على موقع CONI honoured athlete website (الإيطالية)